# Survey-Feedback
Survey-Feedback (Survey-Research und -Feedback, deutsch: Erforschung und Rückmeldung) stammt aus der Aktionsforschung und ist eine Kombination von Mitarbeiterbefragung und Vorgesetztenbeurteilung als Ausgangspunkt für Organisationsentwicklung. Gemeinsam analysieren die Betroffenen die Ergebnisse und planen wünschenswerte sinnvolle oder notwendige Veränderungen. Erfasst werden: Einstellungen der Mitarbeiter und Führungskräfte, Mitarbeiterzufriedenheit, Zufriedenheit mit dem Unternehmen, Wünsche, Konflikte und Ideen. Oft wird zusätzlich das Umfeld miteinbezogen (Kundenzufriedenheit, Lieferantenzufriedenheit, soziales und politisches Engagement, Umwelt).

## Geschichte
Die Ursprünge des Survey-Feedback, auch Data-Survey-Feedback genannt, sind bei Kurt Lewin zu finden (MIT) und wurden im Institute for Social Research an der Universität von Michigan unter anderem von David Bowers weiter entwickelt. 
Zu einem Projekt in der Detroit Edison Company im Jahre 1948, in dem die Umfrageergebnisse an die Arbeiter und Manager zurückgegeben wurden und von diesen in einer ineinander übergreifenden Folge von Konferenzen verarbeitet wurden, schreibt Baumgartel:
„… eine intensive Gruppendiskussion zur Nutzbarmachung der Ergebnisse einer schriftlichen Mitarbeiterbefragung kann ein wirksames Instrument zur Einführung positiver Veränderungen in Unternehmen sein. Möglicherweise beruht der Erfolg dieser Methode darauf, dass sie sich – im Vergleich zu traditionellen Trainingskursen – mit dem System der menschlichen Beziehungen als Ganzes befasst (Vorgesetzte und Untergebene können sich gemeinsam verändern) und dass sie sich mit jedem Manager, Vorgesetzten und Angestellten im Kontext seiner eigenen Arbeit, seiner eigenen Probleme und seiner eigenen Arbeitsbeziehungen befasst.“
Das Survey-Feedback ist zusammen mit der Laboratoriumsmethode die Grundlage der Organisationsentwicklung.